# Georges Theunis
Georges Emile Pierre Léonard Theunis (Montegnée, 28 februari 1873 – Brussel, 4 januari 1966) was een Belgisch industrieel en politicus van de Katholieke Partij.

## Biografie
Georges Theunis, broer van luitenant-generaal Emile Theunis, kreeg een militaire opleiding en werd ingenieur. Hij begon zijn carrière bij de Groep Empain, waar hij onder andere voor baron Empain studiereizen naar Rusland uitvoerde en belast werd met een beheersfunctie bij ACEC. Tijdens de Eerste Wereldoorlog was hij in Londen voorzitter van de Belgische Commissie voor oorlogsbevoorrading, een activiteit waarin zijn werkgever ook sterk betrokken was. Na de bevrijding maakte hij deel uit van de Belgische delegatie bij de vredesconferentie van Versailles, en vertegenwoordigde hij België in de Commissie voor herstelbetalingen.
Door zijn huwelijk met Louise Brasseur in 1898 was hij verwant met de rijke Gentse Brasseur-familie die actief was in de textielindustrie. Hij was een schoonbroer van Robert Brasseur.

### Politieke loopbaan
Hij werd in 1920 minister van Financiën in de regering-Carton de Wiart en was eerste minister van 1921 tot 1925, een functie die hij combineerde met deze van minister van Financiën. Tijdens deze regering werd de Belgisch-Luxemburgse Economische Unie een feit.
In 1925-1926 was hij gecoöpteerd senator voor de Katholieke Partij. In 1926-1927 werd hij voorzitter van een internationale economische conferentie in Genève.
In 1932 was hij kort minister van Landsverdediging in de regering-De Broqueville II, waarna hij nogmaals vijf maanden eerste minister was van 20 november 1934 tot 25 maart 1935. Theunis leidde een zakenkabinet, waarin de bankiers Camille Gutt en Emile Francqui ministerportefeuilles kregen. De regering-Theunis IV voerde een impopulair economisch herstelbeleid dat gekenmerkt werd door deflatiemaatregelen en werd geconfronteerd met sociale onrust en hevige oppositie van de socialistische BWP. De regering wilde een devaluatie van de Belgische frank vermijden, maar deze bleek uiteindelijk onafwendbaar. Op 19 maart 1935 kondigde Theunis het ontslag van zijn regering aan. Paul van Zeeland volgde hem als eerste minister op.

### Overige activiteiten
In de periodes dat hij geen actieve functie opnam in de politiek, was Theunis actief in het bedrijfsleven, waar hij veel beheersfuncties opnam. Zo was hij afgevaardigd bestuurder en voorzitter van ACEC, maar hij was ook bestuurder, soms voorzitter, van Royale Belge, de Generale Maatschappij van België, Union Chimique Belge, de Société d'Électricité et de Traction, Electrobel, Sogelec en Ebes. In totaal cumuleerde hij 72 mandaten. Hij was tevens:
- onderdirecteur van de Financieraad van de Katholieke Universiteit Leuven (1925-1966),
- voorzitter van de Association des patrons et ingénieurs catholiques (1931-1945),
- voorzitter van UNIAPAC België (1935-1945),
- voorzitter van de Fondation Égyptologique Reine Élisabeth (1938-1958),[1]
- voorzitter van het Centraal Bureau voor de Kleine Spaarders (1941-1944).

Gedurende de Tweede Wereldoorlog verbleef Theunis in Washington D.C. als ambassadeur met speciale opdracht. Hij stond er onder meer aan de wieg van het Belgian Government Information Center, dat later verder uitgebouwd werd door Marnix Gijsen.
Met zijn grote diplomatieke en internationale ervaring, en gegeven dat hij sinds 1926 enkel onderbroken door zijn periodes als minister, lid was van de regentraad van de Nationale Bank van België, benoemde de regering-Pierlot in Londen hem op 27 november 1941 tot gouverneur van de Nationale Bank. Na het overlijden van gouverneur Georges Janssen was deze functie in bezet België toegewezen aan Albert Goffin, maar deze benoeming kon niet rekenen op de steun van de regering in ballingschap. Hij overzag als gouverneur enkel het bestuur, praktisch werd de Nationale Bank in die periode geleid door Hubert Ansiaux en Adolphe Baudewyns in Londen. Hij was wel actief betrokken bij de voorbereiding van de Belgische naoorlogse geldhervorming en de hieraan gekoppelde koerscorrectie van de Belgische frank.
Na de oorlog keerde hij terug naar België, vroeg hij niet langer bevestigd te worden als gouverneur, en bouwde hij ook zijn bedrijfsmandaten af. Hij overleed begin 1966.

### Eerbetoon
In 1925 werd Georges Theunis benoemd tot minister van Staat.